# Forbesganj
Forbesganj (en hindi: फोर्ब्सगंज ) es una ciudad de la India, en el distrito de Araria, estado de Bihar.

## Geografía
Se encuentra a una altitud de 62 m s. n. m. a 284 km de la capital estatal, Patna, en la zona horaria UTC +5:30.

## Demografía
Según estimación 2011 contaba con una población de 47 788 habitantes.